# Gheorge Titu
Gheorge Titu är en rumänsk kanotist.
Han tog bland annat VM-silver i C-1 10000 meter i samband med sprintvärldsmästerskapen i kanotsport 1983 i Tammerfors.